# 玻尔兹曼大脑

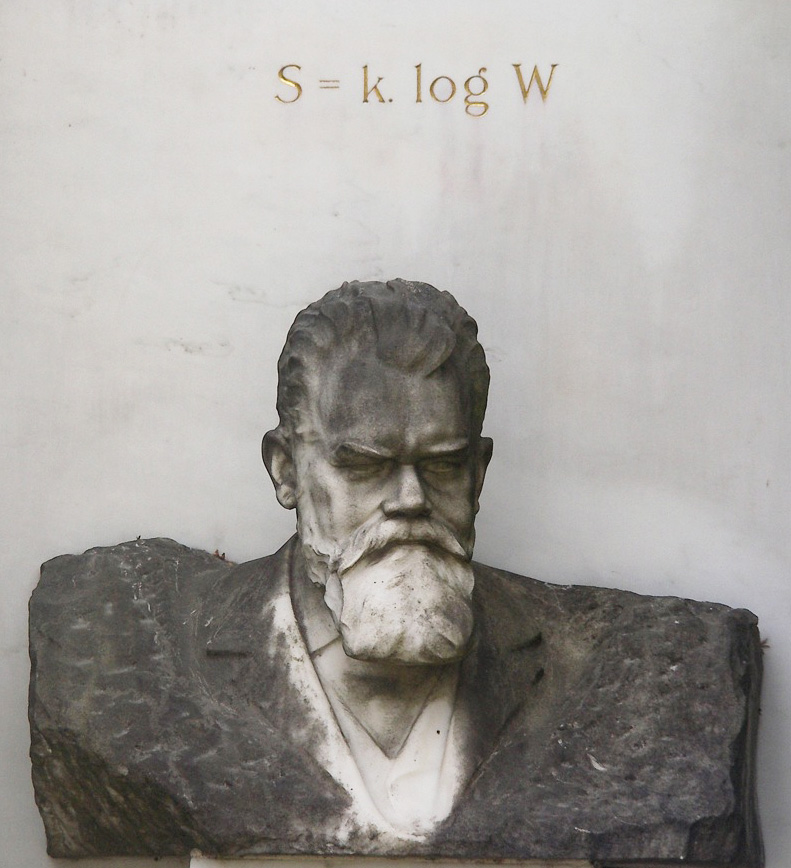
玻尔兹曼胸像，上方是熵的定义

玻尔兹曼大脑（Boltzmann brain）是在熵的随机涨落中，由于极罕见地脱离热力学平衡状态而产生的自我意识体。该理论是一个物理学的思想实验。例如在牛顿力学中，理论上，所有的原子都可以通过反弹然后与另一个原子结合的方式，在纯粹的偶然机会下组装成一个功能正常的人脑（尽管在平均概率上，需要经过的时间比我们目前宇宙的有生之年还漫长）。
奥地利物理学家路德维希·玻尔兹曼在1896年发表了一个理论：被观测的宇宙总会处于几乎是不可能的高度不平衡状态，因为只有这样的状态随机出现后，大脑才能得以存在以便观察宇宙。而对于玻尔兹曼的“玻尔兹曼宇宙”假说有这样一种意见：热力学涨落最普遍的情况总体上来说都是尽可能接近平衡态的；因此，不管以什么合理的准则判断，在玻尔兹曼宇宙中，被无数邻近恒星包围的人脑的数量都会被孤独存在于空洞宇宙中的“玻尔兹曼大脑”的数量远远超过。
大约2002年，玻尔兹曼大脑在其它领域再获新关系。一些宇宙学家开始思考，在许多现有的关于宇宙的理论中，当前宇宙的人脑要远远多于未来宇宙中的、刚好有着和我们完全相同的感知的玻尔兹曼大脑；这就导出了一个荒谬的结论：在统计学上，我们本身就很有可能是玻尔兹曼大脑。这种归谬法论证时常用来反驳某些宇宙理论，而应用到最近的理论如多重宇宙论中则使得玻尔兹曼大脑争论成为一个尚未解决的宇宙学测量问题（measure problem）。

## 玻尔兹曼大脑悖论
我们生活的世界有序性相当高，熵相当低，而宇宙在膨胀这一事实又说明宇宙过去曾经处于一个熵更低的状态。热力学第二定律说明封闭宇宙的熵永远不会减少。最可能的宇宙是一个高熵态物质分布均匀的宇宙。但为何我们能观测的宇宙熵如此之低？
对此，玻尔兹曼提出一个猜想：我们观测到的低熵世界来源于高熵宇宙的随机涨落。大的涨落可以造成熵很低的状态，概率也很低，但在宇宙广阔尺度下仍然会发生，而我们自身的存在也是来源于这种涨落带来的低熵世界。进一步演绎就可以得出：这种涨落有可能产生一个大脑——自我意识实体，而其概率比产生我们所处的低熵世界并進化出数量巨大的大脑的概率要大得多。可以计算出涨落出我们的世界的概率是{\displaystyle e^{-10^{100}}}，而涨落出玻尔兹曼大脑的概率是{\displaystyle e^{-10^{28}}}。
因此对于我们来说，宇宙中应该有很多这种孤单的玻尔兹曼大脑漂浮在无序中，他们有和我们不同的意识和记忆。因此对于宇宙来说观测者更有可能是这种随机涨落出现的大脑，而非人类这种进化出来的大脑。

## 玻尔兹曼宇宙
1896年，数学家恩斯特·策梅洛推出了一个不对的理论，认为热力学第二定律是唯理的而不是统计性的。策梅洛指出，庞加莱复现定理表明封闭系统中的统计熵必然是一个周期函数；因此，观测上总是符合熵增的第二定律不太可能是统计性的。奥地利物理学家路德维希·玻尔兹曼推出了两个理论反击了策梅洛的观点。第一个理论，由于不明原因宇宙始于一个低熵态，现在公认是正确的。第二个，另类的理论，即「玻尔兹曼宇宙」场景，发表于1896年，不过在1895年署名给了玻尔兹曼的助手Ignaz Schütz。在这个场景中，宇宙的永恒绝大多数的漫长时间都在热寂这个黯淡无奇的状态中度过；然而，只要经过了足够的无数宙纪，终究会有一个极罕有的热力学涨落，使得原子可以全凭彼此间反弹的方式创造出如我们的整个可观测宇宙般的子结构。玻尔兹曼表示，虽然宇宙的绝大部分都黯然无奇，我们并不能看到那些区域，因为那些地方根本就没有智慧生命；对于玻尔兹曼来说，我们仅仅只能看到我们所在玻尔兹曼宇宙的内部是很正常的，因为这就是智慧生命可能存活的唯一地方。（这可能是人择原理在现代科学中的首次运用）。

## 产生
只要给够时间，每种可能的结构都能由随机涨落创建。玻尔兹曼式的思想实验关注于像人脑这些可假定为自我意识观测者的结构。给定任意某标准以指定构成一个玻尔兹曼大脑的东西（或是行星，或是宇宙），则刚刚达到该标准最低限度的、较其更小的结构，比起那些较之更大的结构，会极浩瀚地、指数级速率地、压倒性数量地更加普遍；打一个粗略的比方，就像你晃一个装满字母的盒子，晃出一个实际存在的英语单词的可能性，要远大于晃出一整条英语句子的可能性；晃出一整条英语句子的可能性，要远大于晃出一整段英语短文的可能性那样。一个玻尔兹曼大脑的形成所需的平均时标大大地大于宇宙现在的年龄。在现代物理学中，玻尔兹曼大脑可以通过量子涨落形成，也可通过热力学涨落形成，后者通常涉及到晶核过程。

### 通过量子涨落
据计算，每经隔{\displaystyle 10^{10^{50}}}年的时间，就有一个玻尔兹曼大脑以量子涨落的形式在真空中出现。这种涨落甚至可在真正的闵科夫斯基真空裏发生（没有真空能的一种平坦时空的真空）。量子力学很喜欢这种从真空中“借走”最小份能量的微弱的涨落。典型地说，一个量子玻尔兹曼大脑会从真空中突然出现（伴随着等量虚反物质的出现），在逗留了仅够进行一次有条理性的思考或观测的短暂片刻之后，就会像出现时一样又突然消失为一片真空。这种大脑是完全自给自足的，永远都不会在无穷空间中辐散出一点能量。

### 通过晶核过程
现有证据表明我们的可观测宇宙并不是闵科夫斯基空间，而是一个宇宙常数为正数的德西特宇宙。在德西特真空中，玻尔兹曼大脑可以经由来自于从德西特空间宇宙学视界发射的霍金辐射的非虚粒子逐渐组装的晶核过程而偶然形成（但在闵科夫斯基真空中则不能）。其直至成核所需的平均时间估计是{\displaystyle 10^{10^{69}}}年左右。典型的玻尔兹曼晶核大脑在它所有的生命活动完成之后，会趋于绝对零度变冷，并最终完全衰败，同其它一切孑然独立于真空空间中的物体一样。所以不同于量子涨落的就是，这种玻尔兹曼大脑会向无穷远处辐射其能量。在晶核过程中，最普遍的涨落总体上都是尽可能趋于热力学平衡状态的，而不管把某个涨落列入一个「玻尔兹曼大脑」的任意给定的标准是怎样的。
理论上，即使发生的概率还要微小，玻尔兹曼大脑也能在正物质主导的早期宇宙中的任意时刻形成。

## 现代玻尔兹曼大脑问题
许多宇宙学家相信，如果有理论预计与人类感知相似的玻尔兹曼大脑的数量远超普通人脑，则应对其持以拒绝或指谪态度。反对者则称，由量子涨落产生的大脑、或甚至在德西特真空中由晶核过程产生的大脑都不算入观测者中。量子大脑比晶核大脑更容易排除，因为量子涨落能以简单直接的准则更容易地针对之（比如其在无穷的时间里都缺乏和环境的交互等等）。
一些宇宙学家则认为，更深入地理解全息弦论中量子真空（Vacuum state）的自由度，就能够解决玻尔兹曼大脑问题。

### 在单一宇宙情形中
在一个给定了宇宙常数的、始于任意有限空间切片的、单独的德西特宇宙中，“普通”观察者的数量是有穷的，受热寂所约束。如果宇宙永恒地存在下去，晶核玻尔兹曼大脑的数量在大多数理论模型中都是无穷的；阿兰·古斯等宇宙学家对此犯愁于这似乎使得「我们是普通大脑的可能性无穷地小」。一种解释是：如果宇宙是假真空，在少于200亿年的时间里局部可衰退为闵科夫斯基空间或者大坍缩约束的反德西特空间，无穷多的玻尔兹曼晶核就能被避免。（如果平均的局部假真空衰退时间超过200亿年，玻尔兹曼大脑晶核仍然是无穷多的，因为宇宙体积的增长要快于坍缩的未来光锥中局部真空坍缩所带来的消减）。在一种提出的假说机制中，通过触发「希格斯致死」（death by Higgs），能在从超重重力微子到较观测更重的顶夸克的范围的时间内消灭宇宙。
如果不存在宇宙常数，且如果目前观测到的真空能是来自于终将完全消散的戊太，那么无穷玻尔兹曼成核也能被避免。

### 在永恒暴涨情形中
有一类对玻尔兹曼大脑问题的解答采用了不同的、宇宙学测量问题的途径：在无穷宇宙理论中，普通观测者与玻尔兹曼大脑之比取决于取无穷极限的方式。可以选定测度以避免可估的少许玻尔兹曼大脑。和单一宇宙情形不同，在永恒暴涨情况下寻找整体解有个挑战：所有可能的弦论地景都必须加和起来；在某些测度下，即使宇宙的一小小部分出现了一群玻尔兹曼大脑，也会导致对多重宇宙整体的测量结果被玻尔兹曼大脑们霸占掉。
宇宙学中的测量问题也纠葛于普通观测者与异常早期观测者的比率。在如会遭遇极“幼年”问题的固有时测度中，最平常的观测者是在极度炙热的早期宇宙中由罕见的涨落形成的「玻尔兹曼婴儿」。

## 深入阅读
- "Disturbing Implications of a Cosmological Constant", Lisa Dyson, Matthew Kleban, and Leonard Susskind, Journal of High Energy Physics 0210 (2002) 011 (at arXiv （页面存档备份，存于）
- "Is Our Universe Likely to Decay within 20 Billion Years?", Don N. Page, (at arXiv （页面存档备份，存于）
- "Sinks in the Landscape, Boltzmann Brains, and the Cosmological Constant Problem", Andrei Linde, Journal of Cosmology and Astroparticle Physics, 0701 (2007) 022 (at arXiv （页面存档备份，存于）
- "Spooks in Space", Mason Inman, New Scientist, Volume 195, Issue 2617, 18 August 2007, Pages 26-29 （页面存档备份，存于）
- "Big Brain Theory: Have Cosmologists Lost Theirs?", Dennis Overbye, New York Times, 15 January 2008 （页面存档备份，存于）